# ابواسحاق جاجرمی
ابواسحاق، ابراهیم جاجَرمی (۱۰۷۷، جاجرم - ۱۸ ژانویه ۱۱۵۰، نیشابور) (نسب: ابراهیم بن محمد بن احمد بن اسماعیل) فقیه و محدث ایرانی خراسانی بود. از اهالی جاجرم بود و ساکن نیشابور شد. ابوسعد سمعانی او را «فقیهی پاک‌دامن» نامیده که در مسجد جامع منیعی نیشابور همواره می‌نشست و عزلت می‌گزید و منزوی بود، در همان مسجد نائب امامِ آن (عبدالجبار بن محمد بیهقی) در نمازها بوده است. در گورسرای بیگانگان (مقبرة الغرباء)، پشت مسجد جامع نیشابور (شهر کهن) دفن شد.